# Miss Bolívia

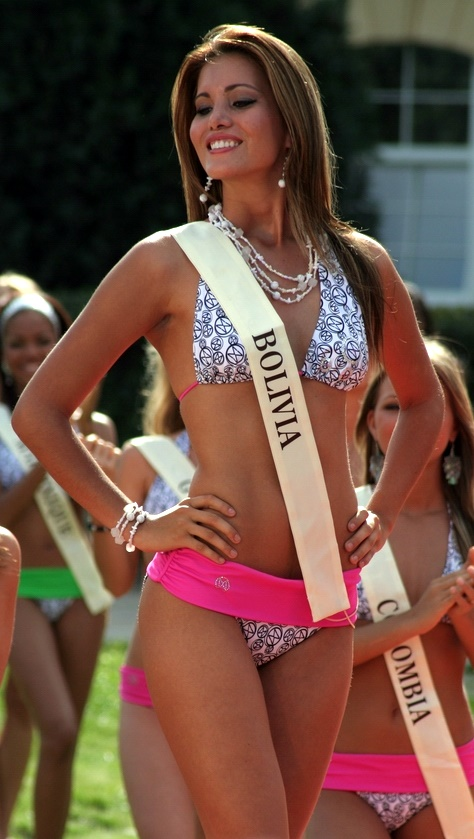
Ana María Ortiz a Miss World 2006 versenyen

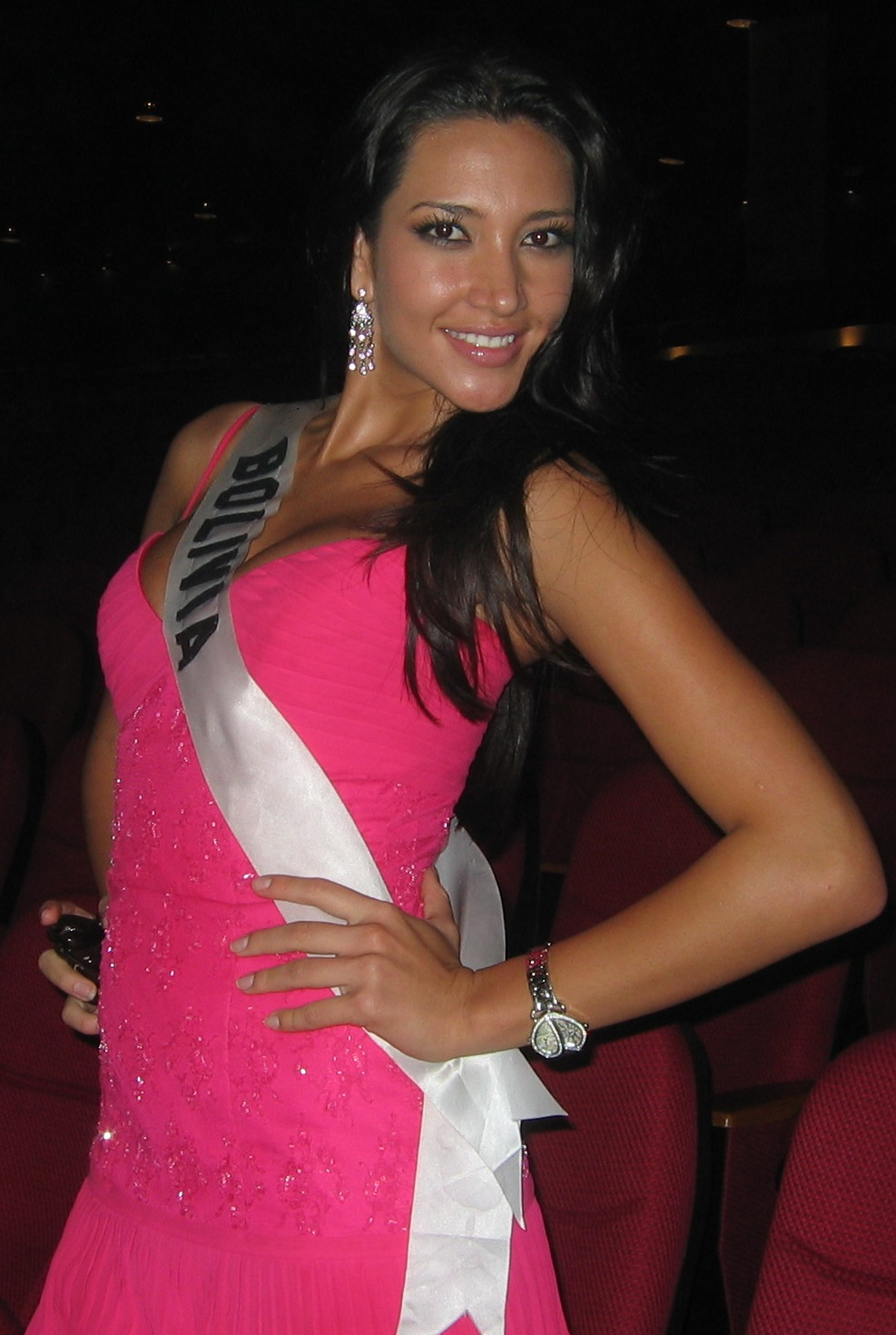
Katherine David Céspedes a Miss Universe 2008 versenyen

A Miss Bolívia egy évenkénti megrendezésű szépségverseny Bolíviában. A verseny győztese négy nemzetközi versenyen képviseli az országot: Miss World, Miss Universe, Miss Earth és Miss International. A versenyt 1969-ben alapították. 1979 óta Gloria Suárez de Limpias a szervezőbizottság elnöke.
A mintegy 3 órás döntőt, amit általában augusztus 5-én tartanak, a Unitel bolíviai tévécsatorna közvetíti egész Latin-Amerikában, és kábelen elérhető az Egyesült Államokban is. A döntőt megelőzően a versenyzők egy egy hónapos felkészülésen vesznek részt.
A verseny győztese nyeri el a Miss Bolívia címet, ő utazik a Miss Universe versenyre. A 2. helyezett a Miss Bolivia Mundo címet kapja, ő a Miss World versenyen vesz részt. A 3. helyezett viseli a Miss Bolivia Internacional címet és a Miss International versenyen képviseli az országot. Azonban 2010 óta a 3. helyezett a Miss International helyett a Miss Earth versenyre utazik, így a cím neve is Miss Bolivia Earth-re változott.
Egyéb címeket is kiosztanak, mint Miss Bolivia Continente Americano és Miss Bolivia Tourism Queen. A címek mellett további négy helyezett versenyzőt hirdetnek ki.

## Győztesek

### Miss Bolivia
| Év   | Időpont és helyszín                                | Győztes                        | Szülőhely  | Helyezés           |
| ---- | -------------------------------------------------- | ------------------------------ | ---------- | ------------------ |
| 1968 |                                                    | Luz María Rojas                |            |                    |
| 1969 |                                                    | Roxana Brown Trigo             |            |                    |
| 1970 |                                                    | Ana Maria Landivar             |            |                    |
| 1971 |                                                    | Maria Alicia Vargas Vasquez    |            |                    |
| 1972 |                                                    | Roxana Sittic Harb             |            |                    |
| 1973 |                                                    | Teresa Isabel Callau           |            |                    |
| 1974 |                                                    | Jacqueline Gamarra Sckett      |            |                    |
| 1975 |                                                    | Carolina Elisa Aramayo Esteves |            |                    |
| 1976 |                                                    | Liliana Gutiérrez Paz          |            |                    |
| 1977 |                                                    | Raquel Roca Kuikanaga          |            |                    |
| 1978 |                                                    | María Luisa Rendon             | Cochabamba |                    |
| 1979 |                                                    | Carmen Parada                  |            |                    |
| 1980 |                                                    | Sonia Pereira                  | Santa Cruz |                    |
| 1981 |                                                    | Maricruz Aponte                | Santa Cruz |                    |
| 1982 |                                                    | Sandra Villarroel Gallati      | Santa Cruz |                    |
| 1983 |                                                    | Cecilia Zamora                 | Tarija     |                    |
| 1984 |                                                    | Lourdes Aponte                 | La Paz     |                    |
| 1985 |                                                    | Gabriela Orozco                | La Paz     |                    |
| 1986 |                                                    | Elizabeth O’Connor D’Arlach    | Tarija     |                    |
| 1987 |                                                    | Patricia Arce                  | Santa Cruz |                    |
| 1988 |                                                    | Ana Maria Pereira              | Santa Cruz |                    |
| 1989 |                                                    | Raquel Cors                    | Tarija     |                    |
| 1990 |                                                    | Rosario Rico Toro              | Cochabamba | Top 6 döntős       |
| 1991 |                                                    | Selva Landívar                 | Santa Cruz |                    |
| 1992 |                                                    | Natasha Gabriel Arana          | Beni       |                    |
| 1993 |                                                    | Cecilia O'Connor-d'Arlach      | Santa Cruz |                    |
| 1994 |                                                    | Sandra Rivero Zimmermann       | Santa Cruz |                    |
| 1995 |                                                    | Natalia Cronenbold Aguilera    | Santa Cruz |                    |
| 1996 |                                                    | Helga Bauer Salas              | Santa Cruz |                    |
| 1997 |                                                    | Verónica Larrieu               | Santa Cruz |                    |
| 1998 |                                                    | Susana Barrientos Roig         | Santa Cruz |                    |
| 1999 |                                                    | Yenny Vaca Paz                 | Santa Cruz |                    |
| 2000 |                                                    | Claudia Andrea Arano           | Santa Cruz |                    |
| 2001 |                                                    | Paola Coimbra Antipieff        | Santa cruz |                    |
| 2002 |                                                    | Irene Aguilera                 | Santa Cruz |                    |
| 2003 |                                                    | Gabriela Oviedo                | Santa Cruz |                    |
| 2004 |                                                    | Andrea Abudinen Richter        | Santa Cruz |                    |
| 2005 |                                                    | Desiree Durán                  | Santa Cruz | Top 10 középdöntős |
| 2006 |                                                    | Jessica Jordan Burton          | Beni       |                    |
| 2007 |                                                    | Katherine David Céspedes       | Santa Cruz |                    |
| 2008 |                                                    | Dominique Peltier              | Cochabamba |                    |
| 2009 |                                                    | Claudia Arce Lemaitre          | Chuquisaca |                    |
| 2010 | augusztus 26., Sirionó Fair Exhibition, Santa Cruz | Olivia Pinheiro                | Santa Cruz |                    |
| 2011 | június 30. Siriono ball room, Fexpo, Santa Cruz    | Yessica Mouton                 |            |                    |

### Miss Bolivia Mundo
| Év   | Időpont és helyszín                                | Győztes                      | Szülőhely  | Helyezés    |
| ---- | -------------------------------------------------- | ---------------------------- | ---------- | ----------- |
| 1975 |                                                    | Maria Monica Guardia         |            |             |
| 1977 |                                                    | Elizabeth Yanone Morón       |            |             |
| 1979 |                                                    | Patricia Asbun Galarza       |            |             |
| 1980 |                                                    | Sonia Giovanna Malpartida    | Chuquisaca |             |
| 1981 |                                                    | Carolina Diaz Mansour        | Pando      |             |
| 1982 |                                                    | Brita Cederberg              | Oruro      | középdöntős |
| 1983 |                                                    | Ana Maria Taboada Arnold     | Tarija     | középdöntős |
| 1984 |                                                    | Erika Weise                  | Santa Cruz |             |
| 1985 |                                                    | Carolina Issa Abudinen       | Santa Cruz |             |
| 1986 |                                                    | Claudia Arévalo              | Cochabamba |             |
| 1987 |                                                    | Birgit Ellefsen              | Cochabamba |             |
| 1988 |                                                    | Claudia Nazer                | Tarija     |             |
| 1989 |                                                    | Maria Victoria Julio         | Tarija     |             |
| 1990 |                                                    | Daniela Domínguez            | Tarija     |             |
| 1991 |                                                    | Mónica Gamarra               | Cochabamba |             |
| 1992 |                                                    | Verónica Pino                | Tarija     |             |
| 1993 |                                                    | Claudia Arrieta              | Santa Cruz |             |
| 1994 |                                                    | Mariel Gabriela Arce Taborga | Cochabamba |             |
| 1995 |                                                    | Carla Morón                  | Santa Cruz | középdöntős |
| 1996 |                                                    | Andrea Forti Sandoval        | Tarija     |             |
| 1997 |                                                    | Mitzy Suárez                 | Santa Cruz |             |
| 1998 |                                                    | Bianca Bauer                 | Santa Cruz |             |
| 1999 |                                                    | Raquel Rivera                | Tarija     |             |
| 2000 |                                                    | Jimena Rico Toro Gamarra     | Cochabamba |             |
| 2001 |                                                    | Claudia Etmüller Spinatto    | Santa Cruz |             |
| 2002 |                                                    | Alejandra Montero            | Beni       |             |
| 2003 |                                                    | Helen Aponte                 | Beni       | középdöntős |
| 2004 |                                                    | Nuvia Montenegro             | Beni       |             |
| 2005 |                                                    | Viviana Méndez               | Santa Cruz |             |
| 2006 |                                                    | Ana María Ortíz              | Beni       |             |
| 2007 |                                                    | Sandra Lea Hernández         | Cochabamba |             |
| 2008 |                                                    | Jaqueline Arias              | Beni       |             |
| 2009 |                                                    | Flavia Foianini              | Santa Cruz |             |
| 2010 | augusztus 26., Sirionó Fair Exhibition, Santa Cruz | María Teresa Roca            | Beni       |             |
| 2011 | június 30. Siriono ball room, Fexpo, Santa Cruz    | Yohana Vaca                  |            |             |
| 2012 |                                                    |                              |            |             |
| 2013 | június 13. Sirionó Fair Exhibition, Santa Cruz     | Maria Alejandra Castillo     |            |             |

### Miss Bolivia International
| Év   | Időpont és helyszín                             | Győztes                      | Szülőhely  | Helyezés    |
| ---- | ----------------------------------------------- | ---------------------------- | ---------- | ----------- |
| 1968 |                                                 | Erika Kohlenberger           |            |             |
| 1970 |                                                 | María Villarejo              |            |             |
| 1972 |                                                 | Rosemary Columba             |            |             |
| 1973 |                                                 | Dilian Nela Martínez         |            |             |
| 1975 |                                                 | Martha Rosa Baeza            |            |             |
| 1977 |                                                 | Rosita de Lourdes Requeña    |            |             |
| 1978 |                                                 | Sonia Beatriz Villarroel     |            |             |
| 1979 |                                                 | María Beatriz Landívar       |            |             |
| 1980 |                                                 | Maria Beatriz Landívar       | Santa Cruz |             |
| 1981 |                                                 | Rosario Suárez               | Santa Cruz |             |
| 1982 |                                                 | Beatrice Peña                | Santa Cruz |             |
| 1983 |                                                 | Valeria Buitrago Crespo      | La Paz     |             |
| 1984 |                                                 | Maria Gómez                  | Cochabamba |             |
| 1985 |                                                 | Ana Patricia Castellanos     | Tarija     |             |
| 1986 |                                                 | Gloria Patricia Roca         | Beni       |             |
| 1987 |                                                 | Gouldin Balcázar             | Santa Cruz |             |
| 1988 |                                                 | Sonia Montero                | Santa Cruz |             |
| 1989 |                                                 | Katerine Rivera              | Santa Cruz |             |
| 1990 |                                                 | Giselle Greminger            | Santa Cruz | középdöntős |
| 1991 |                                                 | Rosmy Pol                    | Cochabamba |             |
| 1992 |                                                 | Ana Paola Roca               | Santa Cruz |             |
| 1993 |                                                 | Maria Renée David            | Santa Cruz |             |
| 1994 |                                                 | Maria Cristina Tondelli      | Santa Cruz |             |
| 1995 |                                                 | Liliana Arce Angulo          | Tarija     | középdöntős |
| 1996 |                                                 | Elke Groterhorst Pacheco     | Santa Cruz | középdöntős |
| 1997 |                                                 | Fabiana Nieva Caso           | Tarija     |             |
| 1998 |                                                 | Liliana Peña                 | Santa Cruz | középdöntős |
| 1999 |                                                 | Natalia Arteaga Gamarra      | Santa Cruz |             |
| 2000 |                                                 | Catherine Villarroel Márquez | Santa Cruz |             |
| 2001 |                                                 | Joan Priscila Quiroga        | La Paz     |             |
| 2002 |                                                 | Carla Ameller                | Santa Cruz |             |
| 2003 |                                                 | Muriel Cruz                  | Santa Cruz | középdöntős |
| 2004 |                                                 | Vanessa Morón                | Tarija     |             |
| 2005 |                                                 | Gretel Stehli Parada         | Santa Cruz |             |
| 2006 |                                                 | Pamela Justiniano            | Santa Cruz |             |
| 2007 |                                                 | Angélica Olavarría           | Santa Cruz |             |
| 2008 |                                                 | Laura Olivera                | Tarija     |             |
| 2009 |                                                 | Ximena Vargas                | Santa Cruz |             |
| 2010 |                                                 | -                            |            |             |
| 2011 | június 30. Siriono ball room, Fexpo, Santa Cruz | Daniela Nunez                |            |             |

### Miss Bolivia Earth
| Év   | Időpont és helyszín                                | Győztes                       | Szülőhely  | Helyezés    |
| ---- | -------------------------------------------------- | ----------------------------- | ---------- | ----------- |
| 2001 |                                                    | Catherine Villarroel Márquez  | Santa Cruz | középdöntős |
| 2002 |                                                    | Susana Vaca Diez              | Santa Cruz |             |
| 2003 |                                                    | Claudia Azaeda Melgar         | Santa Cruz |             |
| 2004 |                                                    | Muriel Cruz                   | Santa Cruz |             |
| 2005 |                                                    | Vanessa Patricia Morón Jarzun | Tarija     |             |
| 2006 |                                                    | Jessica Jordan Burton         | Beni       |             |
| 2007 |                                                    | Carla Fuentes Rivero          | Tarija     |             |
| 2008 |                                                    | Carolina Urquiola             | La Paz     |             |
| 2009 |                                                    | -                             |            |             |
| 2010 | augusztus 26., Sirionó Fair Exhibition, Santa Cruz | Yovana O'Brien                | Santa Cruz |             |
| 2011 | június 30. Siriono ball room, Fexpo, Santa Cruz    | Valeria Avendano              |            |             |

### Versenyek
- 2010-ben 19-en jutottak be a döntőbe:[3]

Yovana O'Brien, Valeria Calabi, Valeria Alvarado, Susan Herrera, Raiza Terceros, Paola Maita, Olivia Pinheiro, Nidia Arteaga, Marioly Ulloa, Marcela Palacios, Ma. Teresa Roca, Luz Mila Espinoza, Guisela Ribera, Grace Teran, Gina Rendon, Gabriela Olmos, Darling Rojas, Beatriz Olmos, Aracely Almaraz
A Miss World Bolivia cím győztesét, Maria Teresa Rocát 2011 februárjában megfoszották címétől.

## Videók
- Miss Bolivia 2010: Olivia Pinheiro es la más bella. eju.tv. (Hozzáférés: 2010. november 10.)

## Fordítás
Ez a szócikk részben vagy egészben  a   Miss Bolivia című angol Wikipédia-szócikk ezen változatának fordításán alapul.  Az eredeti cikk szerkesztőit annak laptörténete sorolja fel. Ez a jelzés csupán a megfogalmazás eredetét és a szerzői jogokat jelzi, nem szolgál a cikkben szereplő információk forrásmegjelöléseként.